# 大正製薬
大正製薬株式会社（たいしょうせいやく、英語: Taisho Pharmaceutical Co., Ltd.）は、東京都豊島区高田に本社を置く製薬会社である。石井絹治郎が設立した。

## 会社概要

### 概要
1912年（大正元年）10月、石井絹治郎が「大正製薬所」を設立。1928年（昭和3年）に株式会社に改組後、1948年（昭和23年）5月、現商号に変更。
1955年7月に「ワシのマーク」の社章を制定。鎮咳去痰薬「パブロン」（1927年発売）や目薬「アイリス」（1957年発売）などの市販薬、栄養ドリンクのロングセラー「リポビタンD」（1962年）や発毛剤「リアップ」（1999年発売）の製造発売元として広く知られる。一般の薬局やドラッグストアで市販される大衆薬ではトップシェアを誇る。
2001年（平成13年）9月に田辺製薬（現・田辺三菱製薬）との経営統合が発表されたが、同年12月に白紙撤回。2011年10月1日、単独株式移転により持株会社の「大正製薬ホールディングス株式会社」を設立し、当社はその子会社となった。
2012年10月をもって、創業100周年を迎えた。

### 経営理念
健康と美を願う生活者に納得していただける優れた医薬品・健康関連商品、情報及びサービスを、社会から支持される方法で創造・提供することにより、社会へ貢献する。

### スポーツへの協賛
- 2001年から「日本代表オフィシャルスポンサー」を、2016年から「日本代表オフィシャルパートナー」を務めラグビー日本代表チームをサポートしてきた。2020年4月1日から日本ラグビー協会 (JRFU)「ラグビー日本代表トップパートナー」に就任している[5]。
- 2020年4月1日からJリーグクラブ 浦和レッドダイヤモンズ（浦和レッズ）とパートナー契約を締結した[6]。
- 2020年6月17日、日本テニス協会（JTA）のオフィシャルスポンサー契約締結[7]。関連して全日本テニス選手権及び全国選抜高校テニス大会への特別協賛。
- ワールドラグビー女子大会「ラグビーワールドカップ2021（playing in 2022）」オフィシャルトーナメントパートナー就任[8]。
- 2022年1月1日からニュージーランドラグビー協会のプレミアムグローバルパートナーに就任[9]。オールブラックスを筆頭に、15人制代表（男子・女子）、7人制代表（男子・女子）、マオリ男子15人制代表（マオリオールブラックス）、男子15人制代表セカンドチーム（オールブラックスXV）、20歳以下男子15人制代表 各チームへの協賛を行う[8]。
- ラグビーワールドカップ2023（フランス大会） オフィシャルサプライヤー就任[8]。
- 2023年9月8日、Jリーグ・ジュビロ磐田のサポーティングカンパニーになる[10]。

## 沿革
- 1912年（大正元年）10月 - 泰山堂薬局を経営していた石井絹治郎が「大正製薬所」を創業。
- 1928年（昭和3年）5月 - 株式会社に改組。
- 1946年（昭和21年） - 上原正吉が社長に就任。
- 1948年（昭和23年）5月 - 大正製薬株式会社に社名変更。
- 1953年（昭和28年）6月 - 皮膚病薬「ダマリン」シリーズ発売。
- 1955年（昭和30年）7月 - 「ワシのマーク」を採用、風邪薬「パブロン」シリーズ発売。
- 1957年（昭和32年）9月 - 目薬「アイリス」シリーズ発売。
- 1960年（昭和35年）10月 - 鎮痛剤「ナロン」シリーズ発売。
- 1962年（昭和37年）
  - 3月 - 「リポビタンD」発売。
  - 12月 - 初の無臭性エアゾル殺虫剤「ワイパアエースゾル」発売[注釈 1]。
- 1963年（昭和38年）
  - 6月 - 一社提供番組『大正テレビ寄席』（NET → テレビ朝日）放送開始。
  - 9月 - 東京証券取引所第2部上場。
- 1965年（昭和40年）2月 - アンプル入りかぜ薬事件により、アンプル入りかぜ薬「強力パブロン」販売終了。
- 1972年（昭和47年）4月 - 三菱グループ及び住友グループと業務提携。
- 1974年（昭和49年）
  - 7月 - 総合研究所竣工。
  - 10月 - 温感鎮痛プラスター剤「カプシプラスト」発売。
- 1976年（昭和51年）
  - 3月 - 「ワシのマークの大正のゴキブリゾロゾロ・ローキャッチ」発売。長いネーミングと、滝口順平の独特のナレーションによるTV-CMが話題に。
  - 4月 - 「ワシのマーク」の正章と略章を廃止し、肉太に修正した「統一章」を制定し使用開始。
- 1966年（昭和41年）8月 - 東京証券取引所第1部上場。
- 1977年（昭和52年）4月 - 本社新社屋竣工。
- 1978年（昭和53年）
  - 長年使用してきた殺虫剤ブランド「ワイパア」を「大正」ブランドに変更。これを皮切りに「ダマリン（皮膚病薬）」「パレン（胃腸薬）」なども、「大正」ブランドに切替（以降1980年（昭和55年）後半まで、新商品名に「大正」を冠けることが多くなる）。
  - 6月 - 一社提供番組『大正テレビ寄席』放送終了。
  - 8月 - 「大正漢方胃腸薬」｢大正胃腸薬｣発売。
  - 10月 - 一社提供番組『演歌の花道』（東京12チャンネル→テレビ東京）放送開始。
- 1983年（昭和58年）3月12日 - 上原正吉名誉会長死去。
- 1987年（昭和62年）
  - 9月 - スイッチOTC[注釈 2]かぜ薬「パブロンS錠」（基準外成分2種配合）発売。
  - 11月 - 痔疾治療薬「プリザS」（静止型坐剤）発売。
- 1988年（昭和63年）1月 - スイッチOTC[注釈 2]水虫薬「ダマリン液」「ダマリン」発売。
- 1989年（平成元年）3月 - ゴキブリ用誘引駆除剤「コンバット」発売。
- 1990年（平成2年）10月 - スイッチOTC[注釈 2]解熱鎮痛薬「ナロンエース」発売。
- 1991年（平成3年）6月 - 抗生物質「クラリス錠200」発売。
- 1992年（平成4年）12月 - ミニドリンク剤「ゼナ」発売[注釈 3]。
- 1997年（平成9年） - P&Gヘルスケアグループから便秘薬「コーラック」の日本国内の製造販売権を譲受。
- 1998年（平成10年）7月 - 当社の物流サービス部を分社化し、株式会社大正製薬物流サービスを設立。
- 1999年（平成11年）4月 - 規制緩和に伴いコンビニエンスストアなどでリポビタンD（医薬部外品）の販売開始。ジェネリック医薬品の販売を行うメドウェル大正株式会社を設立。
- 1999年（平成11年）
  - 6月 - 日本初の壮年性脱毛症における発毛剤「リアップ」発売（アップジョン社が開発し、海外の販売名はロゲイン）。
  - 7月 - 支援部門の一部を分社化し、株式会社大正ビジネス総研を設立。
- 2000年（平成12年）
  - 3月 - 殺虫剤事業から撤退。その際、製造に関する商標使用権はこれまで製造を委託していた小池化学など5社へ、販売に関する商標使用権は白元（現在の白元アース）へそれぞれ貸与。
  - 9月 - 一社提供番組『演歌の花道』放送終了。
- 2001年（平成13年）9月 - 田辺製薬（現・田辺三菱製薬）と株式移転により共同持株会社「大正田辺ファルマグループ」を設立し、経営統合すると発表。しかし、医薬品事業の主導権をめぐり両社間で争いとなり、同年12月に経営統合を見送った（事実上の破談）。
- 2002年（平成14年）
  - 5月 - P&Gから日本国内で販売している口腔咽喉薬「ヴイックス メディケイテッド ドロップ」の無期限使用権を取得。卸経由での販売を経て、2003年（平成15年）1月から自社ブランドとなる。
  - 9月 - 富山化学工業の第三者割当増資を当社が引き受け、持分法適用関連会社化。同年10月に当社の医療用医薬品の販売を同社と共同出資により設立した大正富山医薬品株式会社へ移管。
- 2003年（平成15年）
  - 7月 - 当社保有の不動産の一部を現物出資し、完全子会社の目白不動産株式会社を設立。
  - 10月 - P&Gと「ヴイックス ヴェポラッブ」の販売総代理店契約を締結。2004年（平成16年）1月から販売を開始。
- 2005年（平成17年）
  - 3月 - 日本初の女性用発毛剤「リアップレディ」を発売。
  - 7月 - 養命酒製造との業務提携を発表。
  - 9月 - 東洋新薬と合弁で健康食品等の開発・受託製造を行う大正アクティブヘルス株式会社を設立。
- 2006年（平成18年）4月 - 株式取得により養命酒製造を持分法適用関連会社化。
- 2008年（平成20年）
  - 1月 - 大正ビジネス総研を吸収合併。
  - 3月 - ビオフェルミン製薬を株式公開買い付けにより連結子会社化。
  - 10月 -
    - 富士フイルム、大正製薬及び富山化学による戦略的資本・業務提携で基本合意[12]。
    - 富士フイルムホールディングスが所有する富山化学工業の株式の一部を譲受。富山化学工業は大正製薬と富士フイルムホールディングスの共同出資会社となる（合弁会社化）。
- 2009年（平成21年）
  - 4月 - チキジウム臭化物を日本で初めてスイッチOTC[注釈 2]化した胃腸薬「ストパン」を発売。
  - 10月 - 情報システム関連業務をNECに委託。
  - 同 - PT Bristol-Myers SquibbのアジアOTC[注釈 2]医薬品会社を買収し、アジア地域におけるOTC医薬品事業へ本格的参入。シンガポール大正製薬株式会社を設立。
- 2011年（平成23年）
  - 9月 - 持株会社制移行に伴い、東京証券取引所上場廃止。
  - 10月3日 - 単独株式移転により大正製薬ホールディングス株式会社を設立、持株会社制へ移行[13]。
- 2012年（平成24年）
  - 1月 - 当社が保有していた大正富山医薬品、富山化学工業、養命酒製造の全株式を現物配当により親会社の大正製薬ホールディングスへ移管。
  - 同 - サンスクリーン剤・サンレスタンニング剤ブランド「コパトーン（Coppertone）」の取り扱いを開始。
  - 3月 - ドリンク剤<リポビタンD>発売50周年。
  - 6月 - 副社長・上原茂が、社長に就任。
  - 7月 - 株式会社トクホンを簡易株式交換により完全子会社化[14]。
  - 10月1日 - 創業100周年を迎え、キャッチコピーを「あなたの、健康のそばに。」に変更。
- 2013年（平成25年）
  - 1月 - イブプロフェンを医療用と同量配合した解熱鎮痛薬「ナロンメディカル」を発売。
  - 10月1日 - 子会社の株式会社トクホンが製造するOTC[注釈 2]医薬品の販売を同社から移管し、当社で「トクホン」ブランドの外用鎮痛消炎薬の取り扱いを開始[15]。
- 2014年（平成26年）
  - 3月28日 - 当社が保有していたビオフェルミン製薬の全株式を現物配当により親会社の大正製薬ホールディングスへ移管。
- 2015年（平成27年）
  - 4月7日 - エナジードリンク「RAIZIN（ライジン）」の取り扱いを開始[注釈 4]。
- 2017年（平成29年）
  - 1月25日 - ロラタジンを日本で初めてスイッチOTC[注釈 2]化したアレルギー専用鼻炎薬「クラリチンEX」を発売。
  - 4月1日 - キョーリン製薬ホールディングス株式会社から同社子会社だったドクタープログラム株式会社の全株式を取得し、完全子会社化[16]。
  - 10月1日 - 大正製薬ホールディングスグループのビオフェルミン製薬が製造する一般用医薬品・医薬部外品の販売を武田薬品工業から移管（同社への販売権付与から当社での直接販売に移行）し[17]、当社で「新ビオフェルミンS錠」をはじめとする「ビオフェルミン」シリーズの取り扱いを開始（直接販売への移行に伴い、既存のデザインをベースに「ワシのマーク」が付いた新デザインとなる）[18]。
- 2022年（令和4年）4月1日 - 子会社のドクタープログラム株式会社を吸収合併。スキンケアブランド「トリニティーライン」の製造・販売を引き継ぐ。
- 2024年（令和6年）3月 - 4月8日に薬局で購入可能な日本初の内臓脂肪減少薬「アライ」を販売することを発表[19]。

## 事業所

### 本社
- 本社：東京都豊島区高田三丁目24番1号

### 工場・研究所
- 大宮工場・総合研究所:埼玉県さいたま市北区吉野町一丁目403番地
- 羽生工場：埼玉県羽生市小松台一丁目603番地27号
- 岡山工場：岡山県勝田郡勝央町太平台33番2号

### 支店・営業所
- 札幌市、仙台市、横浜市、金沢市、名古屋市、豊中市、広島市、丸亀市、福岡市、那覇市

## 関連会社

### 国内
- ビオフェルミン製薬株式会社
- 株式会社トクホン
- 株式会社大正製薬物流サービス
- 大正エム・ティ・シー株式会社
- 目白興産株式会社
- 沖縄大正製薬株式会社
- 株式会社下田セントラル
- 大正アクティブヘルス株式会社
- 日産自動車

### 海外
- 加州大正製薬株式会社（アメリカ合衆国）
- 大正R&D USA 株式会社（アメリカ合衆国）
- 上海大正力保健有限公司（中国）
- 香港大正製薬（力保健）有限公司（香港）
- 台湾大正製薬股份有限公司（台湾）
- ベトナム大正有限会社（ベトナム）
- ホウ製薬ホールディングス株式会社（マレーシア）
- マレーシア大正製薬株式会社（マレーシア）
- アジア大正株式会社（マレーシア）
- シンガポール大正製薬株式会社（シンガポール）
- 大正オソサパ製薬株式会社（タイ）
- 大正製薬インドネシア株式会社（インドネシア）
- インドネシア大正株式会社（インドネシア）
- フィリピン大正製薬株式会社（フィリピン）

## 宣伝活動

### キャッチコピー
- 「ワシのマークの大正製薬」：創業以来現在も使用されている。
- 「あなたの、健康のそばに。」：2012年10月1日 - 現在

### テレビCMの出演者
現在
- リポビタンD - 木村拓哉[20]・ラグビー日本代表[21][22]・ラグビーニュージーランド代表[22]・松山英樹[23]・田中将大（2022年東北エリア）[24]・北海道日本ハムファイターズ（2022年北海道エリア）[25]・広島東洋カープ（2022年鳥取・島根・広島・山口エリア）
- リポビタンDX - ケイン・コスギ[26]
- パブロンSゴールドW - 松嶋菜々子
- パブロンSゴールドW - 阿由葉さら紗
- パブロンエースPro - 小栗旬
- ヴイックス メディケイテッド ドロップ - 杏
- リアップX5 - 水谷豊
- 大正漢方胃腸薬 - 江口拓也・早見沙織
- Livita - 竹下景子
- アルフェ - 北川景子
- クラリチンEX - 櫻井翔
- ブラックウルフ - 松田龍平・粗品（霜降り明星）

過去
- ゾン - 関口宏
- 大正漢方胃腸薬 - 小林桂樹 → 宇津井健 → 田中邦衛 → 中村雅俊 → 渡辺徹 → 長塚京三 → 小栗旬

上記の他にCBCテレビ『ノブナガ』とのコラボレーション企画として小泉エリが主役を務めたCMが中京ローカル限定で放送された。
- リポビタンD

- リポビタンファイン - 寺尾聰・夏木マリ・原沙知絵・小栗旬 → 北乃きい・木村文乃・SHELLY → 井上真央 → 前田敦子
- リポビタンフィール - 杏
- リポビタンZERO - 濱田岳
- リポビタンDキッズ - 快盗戦隊ルパンレンジャーVS警察戦隊パトレンジャー→騎士竜戦隊リュウソウジャー
- パブロン - 初代・乙羽信子（1961年） → 扇千景（1965年） → 岡田可愛（1967年） → 紀比呂子（1970年） → 武原英子（1971年） → 長山藍子 → 中田喜子、川谷拓三、愛川欽也 / 榊原郁恵（1980年）、近江俊郎 → 坂上二郎（共に榊原と共演） / 三田佳子（1987年）、後藤久美子 → 小田茜（共に三田と共演） / 竹下景子（1996年）、末永遥 → 西秋愛菜 → 小林沙弥 → 杉本友莉亜 → 瑠川あつこ（いずれも竹下の娘役として出演）→ 久家心（いずれも松嶋の娘役として出演）
- パブロンエースAX - 水野真紀 → 仲村トオル → 江口洋介
- パブロン鼻炎カプセルS - 岸田恵美里 → 鳥本 愛 → 新妻さと子 → 黛英里佳 → 玉木宏
- パブロン滋養内服液シリーズ - 美村里江
- パブロンメディカル - 江口洋介
- パブロンエースPro - 江口洋介
- ヴイックスドロップ - 柳沢慎吾・篠原ともえ → 七瀬なつみ・相葉香凛・船岡咲・長谷部瞳 → 牧田明子・押田恵 → 杉本有美・内田三香子・珊瑚志帆 → 山下リオ・夏目あおい → 藤本泉 → 中村ゆりか → 多部未華子
- ナロン - 渚まゆみ → 市原悦子 → 市毛良枝 → 岸本加世子
- ナロンエースR - ユースケ・サンタマリア → 堤真一
- ナロンエース - 倍賞美津子、高橋ひとみ → 風吹ジュン → 夏川結衣 → 榮倉奈々 → 本田翼
- ナロンLOXY - 広瀬アリス
- 大正水虫軟膏 / チンキ / パウダー - 藤田まこと
- ダマリン・プリザエース - 筧利夫
- ダマリングランテ - モグランデ（当社独自のキャラクター）→ カンニング竹山
- コパトーン - 倉科カナ → 広瀬アリス
- コーラック - 飯島直子 → コーラッコ (マスコットキャラクター) → 小池栄子
- コバラサポート - 眞鍋かをり → 石田ニコル
- ゼナ - 所ジョージ → 真田広之 → 岸谷五朗 → ミムラ
- アイリス - 原辰徳 → 和由布子 → 賀来千香子 → 後藤久美子 → アンドレ・アガシ → 緒形直人 → 江口洋介
- リアップ - 中村雅俊 / 掛布雅之（中村と共演）
- リアップレディー - 東ちづる
- リアップリジェンヌ - 余貴美子
- リアップジェット - 福士誠治
- リアッププラス - 椎名桔平 → 福士誠治
- リアップx5 - 長塚京三・渡辺裕之・岸谷五朗・福士誠治・ケイン・コスギ → 内藤剛志
- アルフェ - 木村佳乃 → 京野ことみ → 小西真奈美 → 芦名星
- カプシプラスト - 前川清（母親と共演）
- メンフラ - 角川博 → あのねのね → 船越英二 → 江川卓
- リビタシリーズ - 石田ゆり子
- コレスケア - ラサール石井 → 竹下景子
- サモン - 小林桂樹、芥川也寸志、日野皓正、ビートたけし、古舘伊知郎
- ワイパアエースゾル → 大正殺虫ゾル - 乙羽信子、岡田可愛、武原英子、長山藍子、中田喜子、春川ますみ / せんだみつお、倍賞千恵子、市毛良枝 / 西川きよし、鹿取容子、榊原郁恵 / 京塚昌子
- 大正ゴキブリゾル - 京塚昌子
- 大正ゴキブリゾロゾロ - 京塚昌子、榊原郁恵、小林亜星、菅原文太 / ベンガル
- 大正蚊とりマット - 榊原郁恵、京塚昌子、原田大二郎、小林亜星、菅原文太 / 野沢直子
- ピオ - 志垣太郎、キャシー中島
- まむしファイト - ケーシー高峰
- セイフター（台所用洗剤） - 六世市川染五郎（現・九世松本幸四郎） / 七世市川染五郎親子
- ライジン - 亀梨和也
- クラリチン - 井川遥
- 大正胃腸薬 - 小林桂樹

## 提供番組

### テレビ提供番組の遍歴
- 日本テレビ系
  - 日本テレビ系日曜20時枠や火曜21時枠の連続ドラマ、「金曜劇場」→「金曜ロードショー」を中心に提供番組を持っていたが、火曜21時枠の連続ドラマは「火曜サスペンス劇場」の番組開始とともに消滅、後に「金曜劇場」に移動して後継のテレビ番組にバトンタッチして「金曜ロードショー」は2006年9月末で提供を降板し、2010年10月 - 12月でPT扱いで返り咲くもそれ以降の提供復帰はない。2015年3月まで、日曜20時枠の筆頭複数社を除くとスポットCM中心で現在に至っていたが同年4月から「NEWS ZERO」の水曜スポンサーとして30秒ながら新規提供している。しかし、半年で撤退。その後2021年4月改編で「沸騰ワード10」に新規提供するまでは日曜20時枠とスポーツ特番を除き増加していない。2022年4月改編で「沸騰ワード10」からは撤退した。
- テレビ朝日系
  - 「大正テレビ寄席」の筆頭提供から長らく提供番組が時間・曜日などを変えながらも続いている。水曜21時枠刑事ドラマのスポンサーは同業他社の小林製薬の筆頭からの交代と入れ替えで提供についてから実に12年以上スポンサーを続いているが、かつてはこれ以外に腸捻転時代にやっていたMBS制作の「仮面ライダーシリーズ」の複数社提供の1社、「ビタミンライフ」というミニ番組や朝日放送と共同制作で放送していた「火曜スーパーワイド」→「火曜ミステリー劇場」→「和田アキ子アワー」→月曜20時枠のドラマやクイズ番組→「ビートたけしのTVタックル」→「タイムショック21」の一時期提供などがあった。また「スーパーベースボール」の前身である「ゴールデンナイター」時代から長く同局系プロ野球中継の筆頭スポンサーでもあったが、近年は提供していない。2013年12月現在水曜21時枠刑事ドラマを除くと「ネオバラエティ」や「金曜ナイトドラマ」の複数社PT扱いとしてトヨタ自動車などと隔日交代で流れている。だが2021年4月改編で2000年代中期以来腰を据えていた水曜21時枠刑事ドラマの筆頭から複数社各社に格下げした代わりに「あざとくて何が悪いの?」と「相葉マナブ」にそれぞれ新規に付いている（ともに30秒ずつ）。しかし2022年4月改編で水曜21時刑事ドラマ枠以外はそれぞれ撤退した（前者は同番組の日曜深夜へ降格に伴い[注釈 5]、後者の後任は真裏の番組から移動してきた日本マクドナルドが提供枠を引き継ぐ。）。
- TBS系
  - テレビ創成期の頃からドラマ・スポーツを中心に多くの提供番組を持っていたが（その源流は現在の金曜20時枠における「それSnow Manにやらせて下さい」の枠）、2013年12月現在「情報7days-」以外はPT扱いが多く年末年始を除き全国ネット提供番組はない。年末年始の特番提供としては「輝く!日本レコード大賞」の（開催曜日の同時刻通常スポンサー各社の振り替え体制終了以降大晦日から撤退するまで及び12月30日開催以降も時折）複数社提供の1社として提供する年もあれば、正月3が日の特番提供など年によって対応が異なっている。かつては「別府大分毎日マラソン」の筆頭複数社としてスポンサーを行ったりもしていた。このほかにも地方局東京支社制作全国ネット特番やMBS・CBC制作の全国ネット特番でもスポンサーに付くことが多い。ところが2021年4月改編でそれまでアイフル大作戦を皮切りにバーディ大作戦、Gメン'75などの土曜21時枠ドラマ[注釈 6] の頃から半世紀近く提供してきた土曜夜の番組[注釈 7] から火曜22時ドラマに提供番組を移動している[注釈 8]。2021年10月放送開始の「THE TIME,」にも30秒で隔日に提供を開始している。
- テレビ東京系
  - かつて「演歌の花道」や「おはようスタジオ」、「緑かいな」といった番組に提供していたが、その後「ワールドビジネスサテライト」のレギュラースポンサーになるまでは提供番組がめまぐるしく変動した。なお年末年始は「WBS」が休止になるため「年忘れにっぽんの歌」に振り替えする時もあれば、「新春ワイド時代劇」、「カンブリア宮殿の年末または年始スペシャル」、「和風総本家の新春スペシャル」+「WBS年末スペシャル」の倍提供、｢演歌の花道新春スペシャル」などテレビ東京系年末年始番組に振り替えされることが多い。2024年4月放送開始のアニメ「オーイ! とんぼ」にも30秒で提供している。
- フジテレビ系
  - かつてはドラマ枠を中心に複数社筆頭提供番組を持っていたり、マラソン中継のスポンサーで多く提供していたが、2024年現在「めざましテレビ」の隔日提供を除くとPT扱いによるスポットが多い。かつて平日午後ワイドショーの筆頭複数社で生CMも行なっていた時期があった。
- BSデジタルテレビ局
  - 2010年代頃から地上波テレビの代わりにレギュラー提供番組に付く放送局が多い。特にBSフジはそれが堅調に見えている。

### スポンサー番組
※一部一社提供あり

#### テレビ
現在提供クレジットが番組ごとに異なっており、水色ゴシックで社名のみを記したものと、社章を併記したものがある。
現在
日本テレビ系列
※カラー表示。
- 世界の果てまでイッテQ!（日曜 19:57 - 20:54、60秒） ※同枠の代表的な古参スポンサーで1962年から日曜20時台のスポンサーをしている。2021年4月以降の提供クレジットは90秒以上扱い。同業者の花王も提供。また提携会社の日産自動車も提供。

TBS系列
- NEWS23（月曜 - 木曜 23:00 - 23:58、金曜 23:58 - 翌0:54、CMは隔日前半枠、2024年4月 -)
- モニタリング (木曜20:00 - 21:54、CMは21時台、2023年10月 - ) ※火曜ドラマの30秒の縮小分から提供枠を移動。提携会社の日産自動車は20時台で提供。
- THE TIME, （平日5:20 - 8:00、CMは隔日7:20頃、2021年10月 - )

テレビ朝日系列
- テレビ朝日水曜21時枠刑事ドラマ（水曜 21:00 - 21:54、60秒→30秒）※2002年10月から長らく日産自動車とともにメインスポンサーを務めていたが、2021年4月より各社提供に降格。メインスポンサーだった頃は当枠ドラマの番宣用のポスターにもNISSANと当社の名前だけが大きめに載っていた。

テレビ東京系列
- オーイ! とんぼ（土曜 10:00 - 10:30、2024年4月 - ）※アバンタイトル・次回予告時の画面右下に白絨毯のカラー表示。読み上げはなし。

フジテレビ系列 ※2025年1月20日より当分の間休止
- めざましテレビ（平日 5:25 - 8:00、CMは隔日7:50頃）※提携会社の日産自動車は別な日の7:50頃に提供。

その他
- DRAMATIC BASEBALL（BS日テレ放送分）
- BSフジLIVE プライムニュース（BSフジ、60秒・カラー表示、読み上げは90秒以上扱い）
- 演歌の花道（テレビ東京系）1978年10月 - 2000年9月は週1回のレギュラー番組。2003年から2018年まで年1回の特別番組として復活し、2007年以降は毎年1月3日に放送。※TXN系では一社提供、復活版末期は大正製薬を筆頭とする複数社提供で放送されていた。
- 大正製薬Presents MelodiX!スペシャル（テレビ東京、2019年・2020年末に放送。冠スポンサーだが1社提供ではない）
- 大正製薬Presents PGA TOUR TV Program PGAツアー2022-2023シーズン（BSJapanext）[27]

過去
- 挑戦者〜No.1への階段〜（テレビ朝日系 / 提供コールは、リポビタンD）
- 元気を日本に 日本プロ野球（BS日テレ）
- 日本テレビ系列
  - 日本テレビ火曜9時枠連続ドラマ
    - 探偵物語
    - 大激闘マッドポリス'80
    - 特命刑事
- 西遊記及び西遊記II（堺正章主演）
  - 日本テレビ系日曜20時枠
    - 日曜ナイター → PRIDE&SPIRIT 日本プロ野球
    - 日曜ロードショー
    - 青春ドラマシリーズ（青春とはなんだ、これが青春だ、でっかい青春、おれは男だ!、飛び出せ!青春、われら青春!、俺たちの旅、俺たちは天使だ!、etc.）→ コント55号の裏番組をぶっとばせ! → 西遊記シリーズ → 久米宏のTVスクランブル → 天才・たけしの元気が出るテレビ!! → 超天才・たけしの元気が出るテレビ!! → 特命リサーチ200X → 特命リサーチ200X-II → ワールド☆レコーズ → A → Sunday!スペシャル → ウタワラ
      - 長年、日曜20時台に提供枠を確保しているのはプロ野球中継にてCMを放送するためである。過去に『TVスクランブル』における横山やすしの降板、ならびに『元気が出るテレビ!!』司会のビートたけしのフライデー襲撃事件における謹慎やバイク事故による一時休業などでも降りることなく現在でも当枠でスポンサーを続けている。

  - 金曜劇場（21時台） → 金曜ロードショー（隔週で前半枠、後半枠入れ替え） - 火曜9時枠連続ドラマからスポンサー枠を移動。1981年10月から2006年9月まで25年間続いた、同番組の代表的な古参スポンサー（筆頭の60秒提供）。2006年9月をもって降板したが、2010年10月 - 12月まで30秒PTで復帰していた[注釈 9]。
  - とんねるずの生でダラダラいかせて!!（2000年4月から半年間）
  - NEWS ZERO ※水曜スポンサー（2015年4月から半年間）
  - 沸騰ワード10（金曜 19:56 - 20:54） ※前半ナショナルスポンサー（2022年3月25日の「プロ野球2022開幕戦 巨人対中日」の中継で撤退）[注釈 10]
- TBS系列
  - 『木下恵介劇場』 - 『木下恵介アワー』の前身。なお、『木下恵介アワー』は日産自動車の一社提供。
  - 水曜（現・金曜）20時枠（ - 2006年9月末）
    - 『事件狩り』-『ドリーム・プレス社』
    - この枠は「水曜特番」（2005年4月 - 9月）までは筆頭スポンサーだったが、『全員正解あたりまえ!クイズ』とその後の『ドリーム・プレス社』では基本的には各社扱いだったが時折筆頭スポンサーの回もあった。金曜20時枠の移動に伴い降板。なお、ライバルであるライオンの医薬品事業は中外製薬から譲渡したもので金曜20時枠のスポンサーであるライオンは2009年3月まで提供。その後、2011年10月に金曜20時枠の提供に復帰するも、2021年9月をもって降板。

  - 久米宏のテレビってヤツは!?（毎日放送制作・TBS系）『ドリーム・プレス社』が水曜20時から金曜20時の枠移動に伴い降板して以降、2年ぶりの提供スポンサー。2009年3月で番組終了。提供枠は2009年4月 - 2010年3月26日『総力報道!THE NEWS』の19時台前半月曜日・金曜日へ移動していた。また、系列局がない秋田県や福井県でもローカルセールスゾーンを利用して、別番組にも提供していた。なお、2009年12月28日放送予定分は年末特番、2010年3月29日放送予定分は『関口宏の東京フレンドパークII 春の2時間スペシャル』にそれぞれ振替提供していた。2010年1月1日放送予定分は休止。『総力報道!』の番組終了に伴い2010年4月以降は別番組へ移動。
  - 土曜21時枠
    - 『キイハンター』-『日本が知りたい』

  - 仮面ライダーシリーズ（毎日放送制作）
    - 腸捻転前のNET（現・テレビ朝日）系土曜19時30分枠『仮面ライダー』 - 『仮面ライダーアマゾン』

  - 解禁!(秘)ストーリー（PT扱い）
  - 土曜22時枠
    - TBS土曜10時枠の連続ドラマ
    - 土曜ドラマスペシャル (TBS)→ドラマチック22
    - ブロードキャスター → 情報7days ニュースキャスター→新・情報7DAYS ニュースキャスター（60秒、- 2021年3月）[注釈 11]

  - 火曜ドラマ (2021年4月 - 2023年9月は60秒、2023年10月 - 30秒に降格で2024年3月をもって降板。)

- テレビ朝日系列
  - 大正テレビ寄席 - 腸捻転時代の近畿広域圏でのネット局だった毎日放送は視聴率不振のためネットを打ち切り、同じく大正製薬一社提供で『サモン日曜お笑い劇場』を放送した。
  - 大正週間漫画ゲラゲラ45（前期は大正製薬一社提供で、後期はサンヨー食品と共同提供）
  - ビタミンライフ（ミニ番組）
  - ネイチァリングスペシャル（1985年 - 2003年、末期にはキヤノンと共に筆頭スポンサー番組）
  - 火曜スーパーワイド → 火曜ミステリー劇場 （火曜20時から21時台、1991年9月）
  - 和田アキ子アワー（火曜20時枠、1991年10月 - 1992年3月）
  - 月曜ドラマ・イン（月曜20時枠、1992年4月 - 1998年9月）
  - ビートたけしのTVタックル（月曜21時枠、1998年10月 - 2001年9月）
  - タイムショック21（月曜20時枠、2001年10月 - 2002年6月）
    - 同社製品のCMナレーターを務めている矢島がナレーションを担当。

  - スーパーベースボール - 2001年までの『ゴールデンナイター』に引き続き、2002年以降も『スーパーベースボール』に提供。2004年までは全試合の提供をしたが、2005年は朝日放送制作の阪神戦全試合（日本シリーズを除く）と、テレビ朝日制作の交流戦全試合の提供に縮小されている。
    - 下記の『タイムショック21』が終了した2002年6月から9月までは、『スーパーベースボール』のみ1分提供となった。

  - サタナビっ!年末大感謝祭（秋田朝日放送）2008年、2009年
  - 相葉マナブ（日曜 18:00 - 19:00）※『水曜21時枠刑事ドラマ』 30秒縮小からの移動（2022年3月27日の放送で撤退）[注釈 12]
  - あざとくて何が悪いの?（土曜 21:55 - 22:25）（2022年3月19日の放送で撤退し同年4月以降番組は日曜23:55 - に降格し継続中。ただし朝日放送テレビでは放送日が異なる。）
- フジテレビ系列
  - 小川宏ショー（1970年代後半から1982年3月まで）
  - ハイ!土曜日です（関西テレビ制作・フジテレビ系、同上）
  - TIME3（末期） → タイムアングル → TVクルーズ となりのパパイヤ → 3時ヨこい! → ビッグトゥデイ → 2時のホント
  - 夜のヒットスタジオDELUXE - 1986年9月まで、同年10月からは松下電器に交代。
  - 木曜劇場 - 当初は1986年の秋の改編から90秒で1990年春の改編から60秒提供になった。『医龍-Team Medical Dragon-』では「原案に不適切な表現があった」との理由でスポンサーから降板した。また『白い巨塔』（2003年 - 2004年）もスポンサーから降板していた。2007年9月まで。2007年10月から日本郵政グループに交代、以上は同業者の小林製薬も提供。
  - HEY!HEY!HEY! MUSIC CHAMP - 上記の『白い巨塔』編成の間各社扱いで提供。この年の『バレーボールワールドカップ』では2回筆頭スポンサーとして番組提供をした。
  - 金曜プレステージ→土曜プレミアム - 木曜劇場からスポンサー枠を移動、ただし、2008年10月から30秒へ縮小し、2009年10月から『土曜プレミアム』へ移動。（残りもう30秒分は2008年10月から『サキヨミLIVE』の22時台中半枠の複数社の1社へ提供枠を移動したが、2009年4月からは『爆笑レッドシアター』へ提供枠を再移動している。『レッドシアター』終了後は関西テレビ制作の『グータンヌーボ』（バラパラ水曜日）に移動した（PT扱い）。平岩弓枝ドラマシリーズ以来長年続いたフジテレビ系列における大正製薬の筆頭提供番組はなくなった。以上は同業者の第一三共ヘルスケアと小林製薬も提供。
  - FNSの日（1993年 - 2010年まで提供。1分提供は1996年まで土曜の夜に、1997年 - 1999年は日曜夕方、2000年以後は日曜昼に提供。他に1996年・1997年・2003年に野球中継で1分提供。2004年では朝枠で1分提供した。）
  - FNNスーパーニュース - 全国枠。
  - まるまるちびまる子ちゃん - 『FNNスーパーニュース』の提供枠から移動。
  - にじいろジーン（関西テレビ、2019年10月 - 2021年9月）
- テレビ東京系列
  - ワールドビジネスサテライト
  - おはようスタジオ
  - 縁かいな（1980年7月 - 1981年12月） ※一社提供
  - 火の玉スポーツ列伝!（2001年4月 - 9月）
  - 愛の貧乏脱出大作戦
  - 週刊ポケモン放送局
  - YOUは何しに日本へ?（月曜 18:25 - 20:00）（2022年3月28日の放送で撤退。）
- BS-TBS
  - 健康DNA!!（2000年12月 - 2006年3月）※当時の局名は「BS-i」。

#### ラジオ
現在
- リポビタンD SPORTS DASH!! → リポビタンD Sports Nonfiction→リポビタンD TREND EYES→リポビタンD TREND IT（JFN系）
- 玉川美沙 たまなび → 夕やけ寺ちゃん 活動中（文化放送）月曜の「リポビタンD あなたにファイト!」の商品提供も行っていた（ただし、2011年3月7日の放送をもってこのコーナーは一時終了。2011年3月14日・21日・28日はコーナー休止、3月31日までCMも自粛、4月1日放送分をもって提供枠降板）。 → くにまるジャパン「深読みジャパン」（2011年4月4日 - ）「リポビタンD-」のコーナー企画はこれとは別に2011年4月10日放送開始の「大正製薬天下たい平!落語はやおき亭」へ移動している。その後、2013年4月改編で「落語はやおき亭」からスポンサーを降りた。その後、「武田鉄矢・今朝の三枚おろし」のカウキャッチャーまたはヒッチハイクで不定期にスポットCMを提供している（PT扱い）。
- オールナイトニッポン（ニッポン放送・NRN系列）2017年4月からのスポンサー。
- 中嶋常幸のティーグラウンドへようこそ!（TBSラジオ）2025年4月からのスポンサー。

過去
- NRN金曜ナイター（ニッポン放送・NRN系列〈関西地区はMBS〉 1992年 - 時期不明）
- JRNナイター（TBSラジオ・JRN系列〈関西地区はABC〉 1996年 - 2000年・土曜、2001年 - 2006年・木曜）
- リポビタンD ドラマティックライフシアター タイムマシンに乗って（2007年4月 - 9月、ニッポン放送製作・NRN系）
- リポビタンDチャレンジ スポーツリアルトーク（ニッポン放送製作・NRN系）
- ディア・フレンズ（TOKYO FM）PT扱い（JFN系）
- 松任谷由実のYuming Chord（TOKYO FM PT扱い〈JFN系〉）
- お早うネットワーク（ニッポン放送製作・NRN系）
- 日本列島ほっと通信（JRN系）ヒッチハイク扱い（番組終了直後にCM挿入）

### その他
- スポーツ関連としてはラグビー日本代表のテストマッチ「リポビタンDチャレンジ」、海外遠征ツアー「リポビタンDツアー」にも協賛している。
- 2013年から「リポビタンD」名義でプロ野球ドラフト会議の特別協賛を行う。2013年にTBS系で放送された中継の合間には、鳥越俊太郎がナレーションを行う特別CMが放送された。

## 鷲のマーク

### 制定の由来とその後
1955年7月から社章として「鷲のマーク」が用いられている。鷲が翼を広げた姿を図案化してあり、当時始まったばかりのテレビ放送で企業イメージをわかりやすく視聴者に提示するべく複数の候補作の中から選ばれた。制定当初は12枚の羽根を持ち、顔や足をリアルに描いた「正章」とこれを若干デフォルメした「略章」（リポビタンDの蓋などに表記）が用いられたが、1976年4月にこの2つを統合し、8枚の羽根と顔をデフォルメして描いた「統一章」となり現在に至る。

### 由来についての誤諺
「鷲のマーク」のモチーフについて、制定当時の社長であった上原正吉の出身地である埼玉県北葛飾郡杉戸町の地図上の形を模したという俗説がある。
しかしながら、
- 当時の杉戸町は周辺自治体と町村合併を開始したばかりであり、町村合併開始以前の旧・杉戸町の町域は、現在の杉戸町中心部である杉戸町杉戸・杉戸町内田・杉戸町清地・杉戸町倉松に相当する地域のみであった。
- 杉戸町の戦後の町村合併の概略は下記の通り。

1. 1955年2月11日、旧・杉戸町と東側の田宮村・南側の堤郷村・北西側の高野村が合併。
2. 1956年1月1日、北葛飾郡幸手町から旧・八代村の一部を杉戸町に編入し、大字本島を新設。同年9月1日、幸手町から旧・八代村の一部を大字本島に編入。
3. 1957年7月17日、東側の泉村を編入。
4. 1960年11月3日、旧・泉村の南側である大字木崎・芦橋・倉常を庄和村に分離。これをもって現在の町域が完成した。

- 上原正吉生誕の地は旧・杉戸町ではなく、東側に隣接していた田宮村並塚である。
- 「鷲のマーク」が制定されたのは1955年7月である。当時の杉戸町は上原正吉生誕の地を含む旧・田宮村と合併してから約5か月が経過していたが、当時の町域は現在の町域の中央近辺から西側で、当時の町域の東側に位置した泉村は未編入であった。

したがって「鷲のマーク」制定当時の杉戸町は地図上で「翼を広げた鷲のような形」はしていない。杉戸町が泉村を編入して地図上で「翼を広げた鷲のような形」になったのは1957年7月で、現在の形になったのは1960年11月である。「鷲のマーク」制定と約2年もしくは約5年4か月のズレがあり、いずれかの姿をモチーフにしたと仮定しても年代が合致しない。
上記の理由から、「鷲のマーク」について当時の社長・上原正吉の出身地がモチーフになったとする説は明確に誤りである。

### 類似企業
大正製薬は大正元年に創業されたことに因む元号由来の社名であるが、同様の企業に明治製薬と昭和製薬が在る。いずれも当社と同様に会社ロゴは鳥が翼を大きく開いた姿のデザインを採用している。

## 商品の譲渡・譲受

### 「コーラック」「ヴイックス」ブランドの譲受
米P&G（厳密には日本法人のプロクター・アンド・ギャンブル・ファー・イースト・インク、リチャードソン・ヴィックス（日本法人はヴィックス譲渡時に解散）と、日本法人であるマックスファクター）から、コーラック（便秘薬。国内シェアトップ）、ヴイックス メディケイテッド ドロップ（口腔咽喉薬）、ヴイックス ヴェポラッブ（塗布風邪薬）の日本における販売権を取得した。なお、日本以外の事業（kaz社製のVICKS加湿器の国内発売を除く）については米P&Gグループが引き続きブランドを保有し、事業展開している。

### 「コンバット」のライセンス契約を解消
1989年にゴキブリ用誘引殺虫剤の「コンバット」を米国・クロラックス（Clorox）社から導入し事業展開していたが、同社との契約解消により1997年4月に同事業から撤退（後に大正→白元が有する「ワイパア」ブランドで名称と処方を変更して発売、白元の経営破綻により生産終了し、アース製薬のオリジナルで「ブラックキャップ」に集約）。なお、「コンバット」シリーズは同年から、家庭衛生用剤事業でクロラックス社と提携関係にある、金鳥ブランドの大日本除蟲菊から発売されている。

### 「ハンザプラスト」の譲渡
バイヤスドルフのガーゼ付き救急絆創膏「ハンザプラスト」の権利は花王がバイヤスドルフとの合弁を行なったことを受けてこれを譲渡し、大正では独自ブランドの「大正バン」と言う絆創膏発売を経て、現在では「キズガード」と言うブランドの絆創膏を発売している。